# Sóstófalva, Borsod-Abaúj-Zemplén
Sóstófalva este un sat în districtul Miskolc, județul Borsod-Abaúj-Zemplén, Ungaria, având o populație de 255 de locuitori (2011). 

## Demografie
Componența etnică a satului Sóstófalva
     Maghiari (97,06%)
     Romi (2,94%)
Componența confesională a satului Sóstófalva
     Reformați (36,47%)
     Romano-catolici (29,41%)
     Fără religie (5,88%)
     Greco-catolici (2,75%)
     Luterani (2,35%)
     Necunoscută (23,14%)
Conform recensământului din 2011, satul Sóstófalva avea 255 de locuitori. Din punct de vedere etnic, majoritatea locuitorilor (97,06%) erau maghiari, cu o minoritate de romi (2,94%). Nu există o religie majoritară, locuitorii fiind reformați (36,47%), romano-catolici (29,41%), persoane fără religie (5,88%), greco-catolici (2,75%) și luterani (2,35%). Pentru 23,14% din locuitori nu este cunoscută apartenența confesională.